# San Isidro de El General
San Isidro – miasto w Kostaryce, stolica kantonu Peréz Zeledón będącego częścią prowincji San José. Miasto leży w odległości 134 km od stolicy państwa San José. W 2001 roku obszar miasta wielkości 197 km² zamieszkiwało 43 580 ludzi.